# Schauspielhaus Zürich

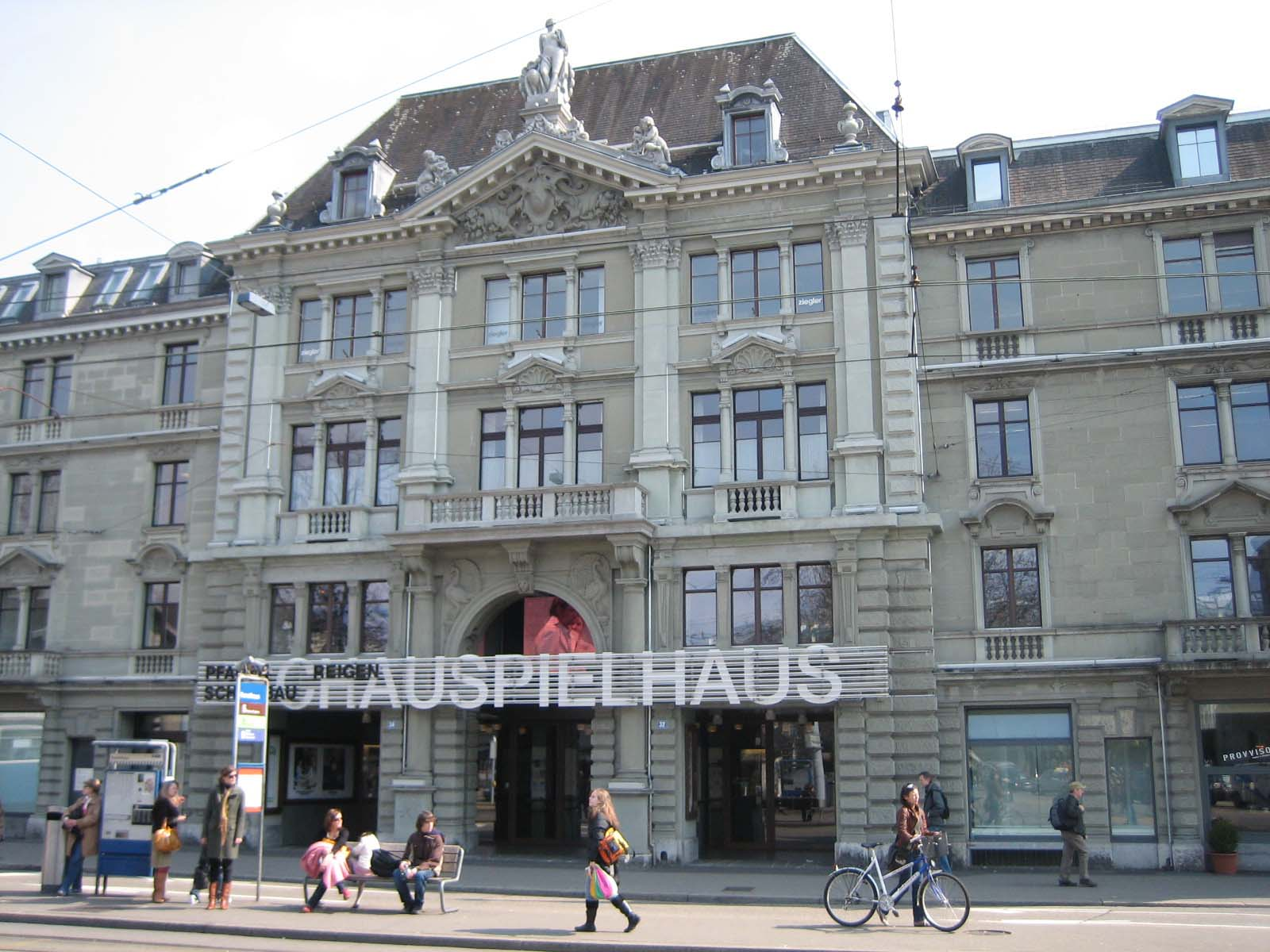

El Teatro de Zúrich (en alemán: Schauspielhaus Zürich) es el más importante teatro del mundo de habla alemana. También se conoce como "Pfauenbühne". El edificio principal tiene 750 asientos, pero la institución también gestiona dos salas en el Schiffbau. 

## Historia
El edificio fue construido en 1892 como teatro popular con Biergarten y un terreno de petanca y se empezó a usar como sala de variedades. En 1901 el director de la Ópera de Zúrich lo usó para la comedia de Goethe Die Mitschuldigen y de 1903 a 1926 lo gestionó una cooperativa privada. 
Después de varios intentos vanos para hacer el teatro conocido, con la llegada de muchos actores y directores de Alemania y Austria en 1933 empezó a conocer mucho éxito atrayendo a grandes nombres de la escena como Therese Giehse o Albert Bassermann, y con la represión fascista fue referente como centro de estrenos teatrales de autores como Bertolt Brecht. 

## Directores
- 1929 – 1938 Ferdinand Rieser
- 1938 – 1961 Oskar Wälterlin, Otto Tausig
- 1961 – 1964 Kurt Hirschfeld
- 1965 – 1968 Leopold Lindtberg
- 1968 – 1969 Teo Otto, Erwin Parker, Otto Weissert
- 1969 – 1970 Peter Löffler
- 1970 – 1977 Harry Buckwitz
- 1978 – 1982 Gerhard Klingenberg
- 1982 – 1989 Gerd Heinz
- 1989 – 1992 Achim Benning
- 1992 – 1999 Gerd Leo Kuck
- 1999 – 2000 Reinhard Palm
- 2000 – 2004 Christoph Marthaler
- 2004 – 2005 Andreas Spillmann
- 2005 – 2009 Matthias Hartmann
- 2009 –         Barbara Frey

- Datos: Q40313234